# Калинин, Иван Петрович
Иван Петрович Калинин (26.11.1902 — 05.01.1964) — советский военный деятель, генерал-майор танковых войск (Постановление СНК СССР № 331 от 25.03.1943).

## Начальная биография
Родился 26 ноября 1902 года в Москве в семье рабочих. Русский.
Окончил экстерном 9 классов при Житомирском доме КА (1939).
Член ВКП(б) с 1927 года (п/б № 1976325).
Образование. Окончил 11-ю Нижегородскую пехотную школу им. Сталина (1925). Ленинградские БТ КУКС (1934). АКУКС при Академии БТиМВ им. Сталина (1937 и 1944). ВАК при ВВА им. Ворошилова (1950). Окончил Коммунистический университет в г. Калинине в 1929 г..

## Военная служба
Служба в Красной армии. С 9 сентября 1922 года курсант 11-й Нижегородской пехотной школы им. Сталина. С августа 1925 года командир взвода, с декабря 1929 года помощник командира пулемётной роты, с августа 1930 года командир пулемётной роты 143-го стрелкового полка 48-й стрелковой дивизии.
С июня 1931 года командир разведывательной роты 1-го механизированного полка, затем бригады (Калининский военный округ). С ноября 1931 года командир учебной роты бригадной школы 1-й механизированной бригады.
С января 1933 года слушатель отделения тяжёлых танков Ленинградских бронетанковых курсов усовершенствования комсостава.
С января 1934 года командир танковой роты 14-й отдельной танковой бригады (Киевский ОВО).
С ноября 1934 года слушатель отделения тяжёлых танков Академических курсов усовершенствования комсостава при Военной академии механизации и моторизации им. И. В. Сталина.
С апреля 1937 года командир батальона 14-й отдельной танковой бригады (Киевский ОВО). С января 1940 года командир батальона во 2-м Саратовском бронетанковом училище. С марта по апрель 1940 года командир учебного танкового батальона 59-го танкового полка 29-й моторизованной дивизии.
С апреля 1940 года командир отд. танкового батальона 21-й стрелковой дивизии (по другим данным командир 416-го отдельного танкового батальона 121-й стрелковой дивизии). С августа 1940 года командир 1-го танкового батальона 13-го танкового полка 7-й танковой дивизии 6-го механизированного корпуса.
С марта 1941 года командир 55-го (с 9 апреля 1941 г. 140-й) танкового полка 27-й танковой дивизии 17-го механизированного корпуса.

### Великая Отечественная война
С 15 августа 1941 года командир 129-го мотострелкового полка 107-й мотострелковой дивизии 30-й армии Западного фронта. С ноября 1941 года - начальник штаба 26-й танковой бригады. Приказом НКО № 04052 от 09.12.1941 года назначен командиром 40-й танковой бригады. Бригада воевала и была разбита в мае 1942 года на Крымском фронте. Приказом НКО № 06358 от 21.10.1942 года назначен командиром 60-го гвардейского отд. танкового полка прорыва. С 16 мая по 15 октября 1943 года - ид командира 23-й гвардейской танковой бригады. Приказом НКО № 03352 от 24.06.1943 утверждён в должности.
В ноябре 1943 года направлен на Академические курсы усовершенствования офицерского состава при Военной академии механизации и моторизации им. И. В. Сталина.
С 24 апреля 1944 года - ид командира 39-й отдельной гвардейской танковой Витебской ордена Суворова бригады. Приказом НКО № 0176 от 22.05.1944 г. утверждён в должности. С 7 сентября 1944 года - заместитель командира 29-го танкового корпуса. Со 2 октября 1944 по 10 июня 1945 года - снова командир 39-й гвардейской танковой бригады (это подтверждается документами ПН).

### Послевоенная карьера
С 15 июля 1945 года - командующий БТ и МВ 23-й армии. С 24 февраля 1947 года - командир 61-й Краснознаменной танковой дивизии.
С 14 мая 1949 по 12 мая 1950 года слушатель Высших академических курсов при Высшей военной академии им. Ворошилова.
С 31 мая 1950 года - Командующий БТ и МВ Северной ГВ. С 15 декабря 1953 года - помощник командующего Северной ГВ по танковому вооружению (21 декабря 1953 года утверждён в должности).
Приказом МО СССР № 04620 от 02.10.1952 года уволен в запас по ст. 60 б (по болезни).
Умер 5 января 1964 года Похоронен на Востряковском кладбище.

### Воинские звания
Полковой комиссар (Приказ НКО № 04034/п от 16.11.1939), полковник (1942), генерал-майор т/в (Постановление СНК СССР № 331 от 25.03.1943).

## Награды
- два Ордена Ленина (16.08.1936, 06.11.1947)[8]
- три Ордена Красного Знамени (09.08.1944, 03.11.1944, 20.04.1953)[9]

- Орден Кутузова II степени (28.09.1943),
- Орден Отечественной войны I степени (30.01.1943)[10]
- Орден Красной Звезды (18.09.1943)
- Медаль «За оборону Москвы» (1.05.1945)[11],

- Медаль «За оборону Сталинграда» (22.12.1942)
- Медаль «За победу над Германией в Великой Отечественной войне 1941—1945 гг.» (09.05.1945)[12],

- Юбилейная медаль «30 лет Советской Армии и Флота» (1948).

## Память
- На могиле установлен надгробный памятник
- Его имя увековечено в Главном Храме Вооружённых сил России, и навсегда запечатлено на мемориале «Дорога памяти»